# Орог
Орог (на монголски: Орог нуур) е солено и безотточно езеро в Югозападна Монголия, 15-ото по големина в страната. Площта му е 140 km², обемът – 0,42 km³, средната дълбочина – 3 m, максималната – 5 m.
Езерото Орог е разположено в югозападната част на Монголия в пустинната междупланинска котловина Долина на езерата, в северното подножие на хребета Их Богдо Ула, съставна част на планината Монголски Алтай. Лежи в плоско пустинно понижение на 1217 m н.в. с дължина от запад на изток 31,8 km и ширина до 7,7 km. То е второто по големина езеро в Долината на езерата. Бреговете му са пустинни, ниски, пясъчни, на места заблатени или заети от солончаци. Подхранва се от няколко реки, като най-голямата е река Туйн гол, вливаща се в него от север. В многоводни години има прясна вода, а в маловодни – солена. В края на лятото и началото на есента често се разпада на отделни водни басейни. Богато е на риба и водоплаващи птици.